# Enrique Cock
Enrique Cock o Hendrick Cock (Gorcum, ca. 1540?-Madrid, 1598) fue un humanista, corógrafo y escritor holandés que sirvió como archero y cronista de la Guardia Real española. Fue un exiliado católico que tuvo que huir de su tierra y acabó en España de Felipe II autor de más de una veintena de obras.

## Biografía
Nacido en la ciudad de Gorcum, en Batavia, según declara en numerosas instancias. La fecha cierta de su nacimiento es desconocida. Para Jérôme P- Devos (1899-1974) debió ser hacia 1554, sin embargo el investigador Alfredo Alvar Ezquerra rebate el dato y apunta, «sin base documental, a que posiblemente naciera en 1540, o incluso antes.»
En junio de 1572 los mendigos del mar toman Gorcum donde ejecutaron a numerosos católicos (mártires de Gorcum) como él. Pasó con su familia a Bonn y a Colonia. En 1573 se instala en Roma donde permaneció junto a su compatriota el notario Gaspar Hoyer y aprendió su oficio. De allí pasó ya a España.

### Llegada a España
En 1574 está al servicio del Ducado de Feria bajo cuyo amparo viaja por España elaborando una corografía conocida como Descripción de España. Hacia 1575 está sirviendo al obispo de Cádiz, García de Haro, trasladándose a Granada hacia 1580.
En julio de 1581 estaba en Madrid, en donde residió 16 años, al servicio del Duque de Feria nuevamente hasta finales de 1582.

### Estancia en Salamanca
Desde principios de 1583 está en Salamanca bajo la protección de Cornelio Bonardo, secretario real para los flamencos de Arnoldo Dennetières, un librero socio de Juan Pulman, hijo de Teodoro Pulman, entonces representante de Plantino en esta ciudad. Andrés Schott, hebraista asentado en Toledo, le anima a que vaya a Toledo a trabajar junto a él.

### En la Guardia Real
En abril de 1583 Arnoldo Dennetières ya le había informado sobre la posibilidad de formar parte de la guardia de archeros. En noviembre de 1584 se trasladó a Madrid para incorporarse a la Guarda de Corps. En 1585 entra como archero en la Guardia Real de Felipe II donde permanecerá hasta su muerte en 1598.

## Obras
De entre sus numerosas obras se conservan:
- Viaje de 1585 a Zaragoza, Barcelona y Valencia.[11]
- Jornada de Tarazona de 1592.[12]
- Epistolario de Enrique Cock.[13]